# Andrena cochlearicalcar
Andrena cochlearicalcar är en biart som beskrevs av Lebedev 1933. Andrena cochlearicalcar ingår i släktet sandbin, och familjen grävbin. Inga underarter finns listade i Catalogue of Life.